# أدريان كروناور
أدريان كروناور (بالإنجليزية: Adrian Cronauer) (مواليد 8 سبتمبر 1938 بـبيتسبرغ (بنسيلفانيا) - وتوفي في 18 يوليو 2018 بـتروتفيل ، فيرجينيا). هو إعلامي إذاعة أمريكي مشهور ذاع صيته أيام حرب الفيتنام.

## وصلات خارجية
- أدريان كروناور على موقع IMDb (الإنجليزية)
- أدريان كروناور على موقع ميوزك برينز (الإنجليزية)
- أدريان كروناور على موقع إن إن دي بي (الإنجليزية)
- أدريان كروناور على موقع ديسكوغز (الإنجليزية)
- أدريان كروناور على موقع كينوبويسك (الروسية)

- وفاة الإذاعي الأمريكي ادريان كروناور عن 79 عامًا